# Das Sahara-Projekt
Das Sahara-Projekt ist ein vierteiliger deutscher Fernsehfilm von Hans Noever aus dem Jahr 1993.

## Handlung
Seit Jahren arbeitet der Forscher Thomas Altenburg am „Sahara-Projekt“. Europa soll mit Solarstrom aus der Wüste versorgt werden. Altenburg hofft auf die Hilfe seines Erzrivalen Graf Leo Waldegg.
Leo Waldegg wird sein Partner in diesem Projekt. In seinem Forscherteam befinden sich auch Arthur Bergmann und Olaf Greiner.
Dann wird Thomas Altenburg mit seiner Vergangenheit konfrontiert, in der er ein Giftgas entwickelt hat, welches in Nordafrika gegen Zivilisten eingesetzt wurde.
Altenburg und Waldegg entscheiden, das Projekt trotz der moralisch bedenklichen Herkunft der Finanzierung weiterzuführen.
Parallel wird an dem alternativen Plan gearbeitet, mittels eines gigantischen Kollektorfeldes in einer Erdumlaufbahn Energie zu erzeugen und durch Mikrowellenlaser auf die Erde zu übertragen.
Im Rahmen der Handlung werden die Folgen der globalen Erwärmung aufgezeigt. So versinkt Sylt im Meer und die Polkappen schmelzen.

## Hintergrund
Als Fortsetzung der Serie Mission Eureka wurde der Film als Eurovision-Projekt unter Führung des ZDF zusammen mit dem  ORF, der SRG, der RAI, Channel 4 und Radiotelevisión Española produziert.
Die Erstausstrahlung im deutschen Fernsehen erfolgte ab dem 25. Oktober 1993, in Großbritannien war der Mehrteiler erstmals am 27. September 1995 zu sehen.

## Kritik
„Eine sündhaft teure europäische Koproduktion, die kaum einen internationalen Schauplatz und kaum eine mehr oder weniger passende politische Verwicklung auslässt, um ihre letztlich dürftige Story aufzupeppen. Trotz guter Schauspieler hart an der Grenze zur (unfreiwilligen) Persiflage.“